# Kritasiros
Kritasiros (keltisch für Großer Terror; altgriechische Schreibweise Κριτασίρος) war ein Anführer des keltischen Stammes der Boier. Mitte des 1. Jahrhunderts v. Chr. wurden die Boier und Taurisker unter seiner Führung von den Dakern im heutigen Ungarn geschlagen, was die Expansion dieser beiden Völker in Richtung Osten beendete.
Die einzige antike Quelle, die Kritasiros nennt, ist der Geograph und Geschichtsschreiber Strabon. In dessen Schilderung des Balkanraumes wird der boische Anführer zweimal genannt, einmal in der Schreibweise Kritasiros und einmal als Ekretosiros. Die unterschiedlichen, aber ähnlichen Schreibweisen könnten darauf zurückzuführen sein, dass Strabon in den beiden Kapiteln unterschiedliche Informationsquellen nutzte. Welche Schreibweise der antiken Realität näherkommt, ist unklar. Traditionell wird der Name des Boiers als Kritasiros rekonstruiert, aber Funde von Münzen mit der Aufschrift „Ecritusirus“ könnten dafür sprechen, dass diese Namensform die authentische ist.
Die Informationen, die bei Strabon enthalten sind, sind äußert dürftig. Die vergleichsweise ausführlicheren Angaben befinden sich in seinem Kapitel über die Landschaft östlich der Alpen, im Bereich des antiken Illyrien. Dort schreibt er: „Einen Teil dieses Landes haben die Daker öde gemacht, als sie die Boier und die Taurisker, die keltischen Völker unter Ekretosiros, niederkämpften; sie behaupteten, das Land gehöre ihnen, obwohl der Fluss Marisos sie trennte“. Die wenig vorher befindliche zweite Passage steht im Zusammenhang mit Strabons Zusammenfassung der dakischen Geschichte. Dabei heißt es von Burebista: „auch verheerte er die unter den Thrakern und den Illyriern ansässigen Kelten – die Boier unter Kritasiros und die Taurisker hat er sogar vollständig vernichtet.“
Die Datierung der Auseinandersetzung zwischen den Boiern und Tauriskern einerseits und den Dakern unter Burebista andererseits ist in den antiken Schriftquellen nicht eindeutig überliefert. Traditionell wurde sie in der Forschung häufig in den 60er oder 50er Jahren v. Chr. angesetzt. Robert Göbl hat aber durch eine Analyse der Münzfunde wahrscheinlich gemacht, dass die Vernichtung der boischen Krieger um Kritasiros erst 41/40 v. Chr. stattfand, eine Neudatierung, die Gerhard Dobesch nach einer Analyse der geschichtlichen Zusammenhänge und verfügbaren Informationen als plausibel einstuft.